# Apianus (cràter)

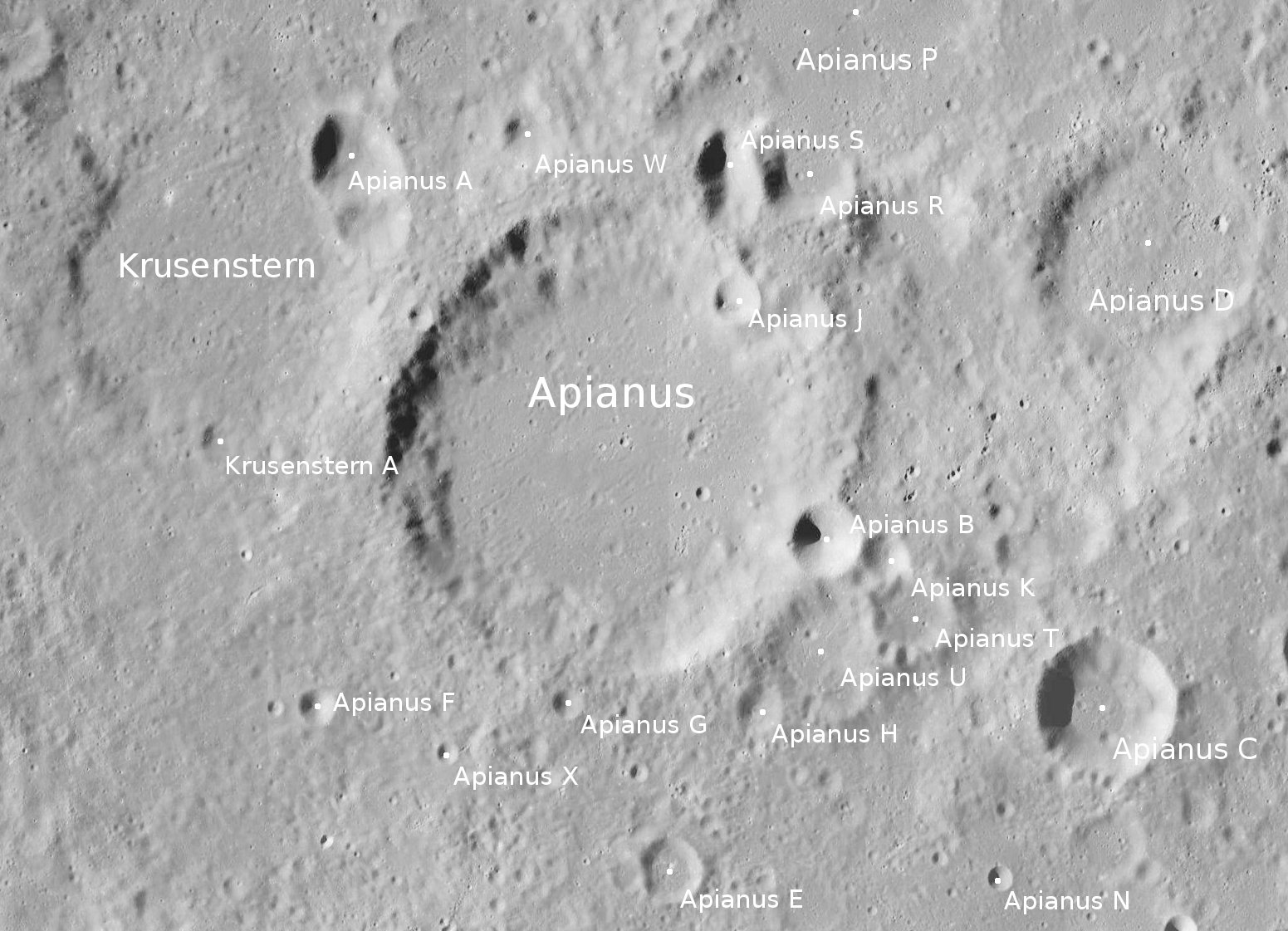
Fotografia de la missió Lunar Reconnaissance Orbiter

Apianus és un cràter d'impacte lunar que es troba en les escarpades terres altes del centre-sud de la Lluna. Es troba al nord-est del cràter Aliacensis, i al nord-oest de Poisson. El cràter Krusenstern, molt desgastat, s'hi troba al costat de la vora oest-nord-oest.

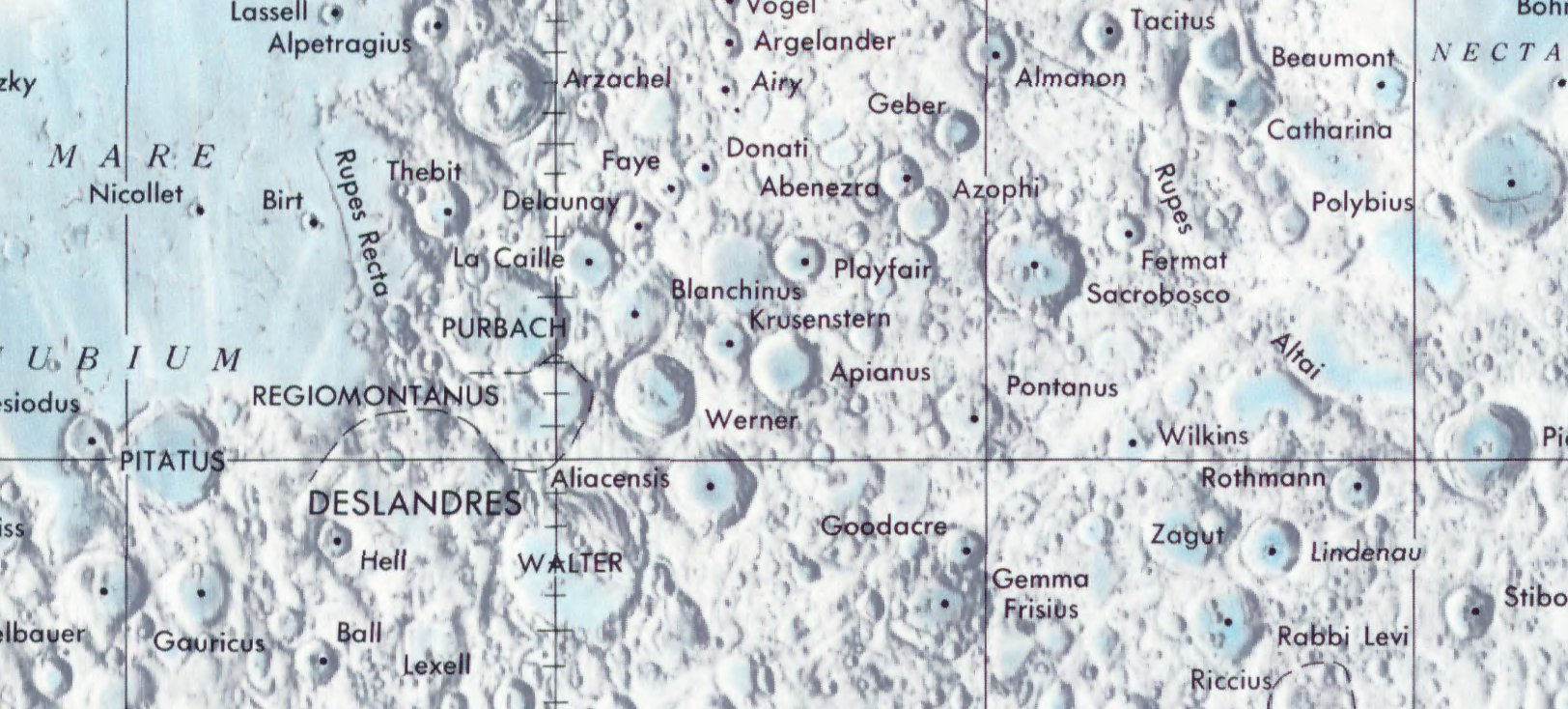
Localització d'Apianus (centre de la imatge)

La paret exterior del cràter s'ha desgastat i erosionat per impactes posteriors, i un parell de petits cràters se superposen a la vora d'Apianus cap al sud-est i nord-est. El cràter central té 63 quilòmetres de diàmetre i 2.080 metres de profunditat. El cràter satèl·lit en la vora sud-est Apianus B, és un membre d'un grup de cràters units que inclou a Apianus T i O. El sòl interior del cràter central Apianus és relativament llis i manca d'un pic central, encara que la superfície apareix una mica convexa. Només uns pocs cràters minúsculs marquen la superfície.

Un bon nombre d'altres cràters propers pertanyen a Apianus.
El cràter és de l'època nectariana (de fa entre 3,92 a 3,85 milers de milions d'anys).
Apianus es diu així pel matemàtic i astrònom alemany del segle xvi Petrus Apianus. El nom s'aplica com a norma internacional oficial des de 1935, sent registrat per la Unió Astronòmica Internacional (UAI).

## Cràters satèl·lit
Per convenció aquests elements són identificats en els mapes lunars posant la lletra en el costat del punt central del cràter que està més prop de Apianus.
| \| Apianus \| Coordenades \| Diàmetre \| \| ------- \| ------------------------------------ \| -------- \| \| A \| 25° 42′ S, 6° 36′ E / 25.7°S,6.6°E \| 14 km \| \| B \| 27° 24′ S, 9° 00′ E / 27.4°S,9.0°E \| 10 km \| \| C \| 28° 06′ S, 10° 30′ E / 28.1°S,10.5°E \| 20 km \| \| D \| 26° 06′ S, 10° 42′ E / 26.1°S,10.7°E \| 35 km \| \| E \| 28° 48′ S, 8° 12′ E / 28.8°S,8.2°E \| 9 km \| \| F \| 28° 06′ S, 6° 24′ E / 28.1°S,6.4°E \| 6 km \| \| G \| 28° 06′ S, 7° 42′ E / 28.1°S,7.7°E \| 5 km \| \| H \| 28° 06′ S, 8° 42′ E / 28.1°S,8.7°E \| 7 km \| \| J \| 26° 18′ S, 8° 36′ E / 26.3°S,8.6°E \| 7 km \| \| K \| 27° 24′ S, 9° 18′ E / 27.4°S,9.3°E \| 7 km \| \| L \| 29° 06′ S, 10° 54′ E / 29.1°S,10.9°E \| 5 km \| \| M \| 24° 42′ S, 10° 18′ E / 24.7°S,10.3°E \| 7 km \| \| N \| 28° 48′ S, 9° 54′ E / 28.8°S,9.9°E \| 4 km \| \| P \| 25° 12′ S, 9° 12′ E / 25.2°S,9.2°E \| 40 km \| \| R \| 25° 42′ S, 8° 54′ E / 25.7°S,8.9°E \| 13 km \| \| S \| 25° 36′ S, 8° 30′ E / 25.6°S,8.5°E \| 8 km \| \| T \| 27° 42′ S, 9° 30′ E / 27.7°S,9.5°E \| 12 km \| \| U \| 27° 54′ S, 9° 00′ E / 27.9°S,9.0°E \| 16 km \| \| V \| 25° 18′ S, 10° 30′ E / 25.3°S,10.5°E \| 3 km \| \| W \| 25° 30′ S, 7° 24′ E / 25.5°S,7.4°E \| 9 km \| \| X \| 28° 18′ S, 7° 06′ E / 28.3°S,7.1°E \| 3 km \| |                                      |          |
| Apianus | Coordenades                          | Diàmetre |
| A | 25° 42′ S, 6° 36′ E / 25.7°S,6.6°E   | 14 km    |
| B | 27° 24′ S, 9° 00′ E / 27.4°S,9.0°E   | 10 km    |
| C | 28° 06′ S, 10° 30′ E / 28.1°S,10.5°E | 20 km    |
| D | 26° 06′ S, 10° 42′ E / 26.1°S,10.7°E | 35 km    |
| E | 28° 48′ S, 8° 12′ E / 28.8°S,8.2°E   | 9 km     |
| F | 28° 06′ S, 6° 24′ E / 28.1°S,6.4°E   | 6 km     |
| G | 28° 06′ S, 7° 42′ E / 28.1°S,7.7°E   | 5 km     |
| H | 28° 06′ S, 8° 42′ E / 28.1°S,8.7°E   | 7 km     |
| J | 26° 18′ S, 8° 36′ E / 26.3°S,8.6°E   | 7 km     |
| K | 27° 24′ S, 9° 18′ E / 27.4°S,9.3°E   | 7 km     |
| L | 29° 06′ S, 10° 54′ E / 29.1°S,10.9°E | 5 km     |
| M | 24° 42′ S, 10° 18′ E / 24.7°S,10.3°E | 7 km     |
| N | 28° 48′ S, 9° 54′ E / 28.8°S,9.9°E   | 4 km     |
| P | 25° 12′ S, 9° 12′ E / 25.2°S,9.2°E   | 40 km    |
| R | 25° 42′ S, 8° 54′ E / 25.7°S,8.9°E   | 13 km    |
| S | 25° 36′ S, 8° 30′ E / 25.6°S,8.5°E   | 8 km     |
| T | 27° 42′ S, 9° 30′ E / 27.7°S,9.5°E   | 12 km    |
| U | 27° 54′ S, 9° 00′ E / 27.9°S,9.0°E   | 16 km    |
| V | 25° 18′ S, 10° 30′ E / 25.3°S,10.5°E | 3 km     |
| W | 25° 30′ S, 7° 24′ E / 25.5°S,7.4°E   | 9 km     |
| X | 28° 18′ S, 7° 06′ E / 28.3°S,7.1°E   | 3 km     |

### Altres referències
- (WGPSN), IAU Working Group for Planetary System Nomenclature. «Gazetteer of Planetary Nomenclature. 1:1 Million-Scale Maps of the Moon» (en anglès).  UAI / USGS, 13-02-2013. [Consulta: 6 abril 2016].
- Andersson, L. E.; Whitaker, E. A.,. NASA Catalogue of Lunar Nomenclature (en anglès).  NASA RP-1097, 1982.
- Blue, Jennifer. «Gazetteer of Planetary Nomenclature» (en anglès).  USGS, 25-07-2007. [Consulta: 2 gener 2012].
- Bussey, B.; Spudis, P.. The Clementine Atlas of the Moon (en anglès).  Nueva York: Cambridge University Press, 2004. ISBN 0-521-81528-2.
- Cocks, Elijah E.; Cocks, Josiah C.. Who's Who on the Moon: A Biographical Dictionary of Lunar Nomenclature (en anglès).  Tudor Publishers, 1995. ISBN 0-936389-27-3.
- McDowell, Jonathan. «Lunar Nomenclature» (en anglès).   Jonathan's Space Report, 15-07-2007. [Consulta: 2 gener 2012].
- Menzel, D. H.; Minnaert, M.; Levin, B.; Dollfus, A.; Bell, B. «Report on Lunar Nomenclature by The Working Group of Commission 17 of the IAU» (en anglès). Space Science Reviews, 12, 1971, pàg. 136.
- Moore, Patrick. On the Moon (en anglès).  Sterling Publishing Co, 2001. ISBN 0-304-35469-4.
- Price, Fred W. The Moon Observer's Handbook (en anglès).  Cambridge University Press, 1988. ISBN 0521335000.
- Rükl, Antonín. Atlas of the Moon (en anglès).  Kalmbach Books, 1990. ISBN 0-913135-17-8.
- Webb, Rev. T. W.. Celestial Objects for Common Telescopes, 6ª edición revisada (en anglès).  Dover, 1962. ISBN 0-486-20917-2.
- Whitaker, Ewen A. Mapping and Naming the Moon (en anglès).  Cambridge University Press, 2003. 978-0-521-54414-6.
- Wlasuk, Peter T. Observing the Moon (en anglès).  Springer, 2000. ISBN 1-85233-193-3.